# حية صغيرة
حية صغيرة قرية سوريّة تتبع إداريّاً لمحافظة حلب منطقة منبج ناحية مركز منبج، بلغ تعداد سكانها 1,453 نسمة حسب التعداد السكاني لعام 2004.
تقع شرقي منطقة منبج التابعة لمحافظة حلب على بعد 15 كم وتبعد عن نهر الفرات 10كم تبعد عن الحدود التركية 40كم، ينتمي سكانها إلى عشيرة بني عصيد، يوجد فيها بعض المراكز الحكومية، ومركز صحي وارشادية زراعية ومخفر شرطة ومدرسة ابتدائية وإعدادية وبريد، تشتهر بزراعة الزيتون والكرمة والفستق الحلبي وبعض المحاصيل الزراعية.